# Caso Ruby
Il caso Ruby, noto a livello mediatico come Rubygate, è stato uno scandalo politico e giudiziario a sfondo sessuale che tra il 2010 e il 2011 coinvolse Silvio Berlusconi. Le indagini sulla vicenda portarono alla luce una serie di incontri sessuali avuti dall'allora presidente del Consiglio dei Ministri con la marocchina Karima El Mahroug, soprannominata "Ruby Rubacuori", quando lei era ancora minorenne. Lo scandalo portò all'avvio di tre diversi processi, due dei quali videro imputato Berlusconi per i reati di concussione e prostituzione minorile (processo Ruby uno) e di corruzione in atti giudiziari (processo Ruby ter). Dopo essere stato condannato in primo grado a sette anni di reclusione nel processo Ruby uno, Berlusconi fu assolto dalle accuse in appello, assoluzione poi confermata anche in cassazione. Berlusconi fu poi assolto in primo grado nel processo Ruby ter, assoluzione per la quale il pubblico ministero è ricorso in Cassazione. In un terzo processo (Ruby bis) furono invece condannati in via definitiva Emilio Fede, Lele Mora e Nicole Minetti per favoreggiamento della prostituzione. Il caso Ruby assunse rilevanza mediatica sia nazionale che internazionale, oltre che per il contenuto a sfondo sessuale delle inchieste, anche per la concomitanza con la crisi del debito italiano e le conseguenti dimissioni del governo Berlusconi IV nel novembre del 2011.  

## I fatti

### Il fermo di Ruby e l'intervento di Berlusconi
La sera di sabato 27 maggio 2010, una ragazza di origini marocchine, che si fa chiamare Ruby, viene riconosciuta a Milano in un centro estetico di corso Buenos Aires e segnalata alla Polizia di Stato da Caterina Pasquino, la quale riferisce di aver ospitato per una notte in casa sua alcuni giorni prima la giovane, la quale le avrebbe sottratto una somma di 3000€. Dopo circa un quarto d'ora dalla chiamata interviene una volante del commissariato di Milano Monforte-Vittoria e la ragazza, priva di documenti di riconoscimento, viene poi identificata come Karima El Mahroug, nata a Fquih Ben Salah il 1º novembre 1992 e fuggita nel maggio del 2009 da una casa di comunità in Sicilia a causa delle frequenti divergenze con i genitori. Confermate le generalità della ragazza, gli agenti decidono di contattare il pubblico ministero del tribunale dei minori Annamaria Fiorillo, che dispone il collocamento di Karima in una comunità per la mattina seguente. La decisione del pubblico ministero viene allora comunicata all'ufficiale di polizia giudiziaria Giorgia Iafrate, che autorizza gli agenti ad accompagnare Ruby a casa per reperire alcuni capi d'abbigliamento. La giovane tuttavia non ha con sé le chiavi di casa e, dal momento che nell'abitazione non è presente la coinquilina Michelle Conceição, Ruby viene condotta direttamente in questura.
Venuta a conoscenza da Caterina Pasquino del fermo di Ruby, Michelle Conceição decide di recarsi in questura e avvisa dell'accaduto diverse sue conoscenze. Tra le varie telefonate, Conceição avvisa della situazione anche Nicole Minetti, consigliere regionale della Regione Lombardia per Il Popolo delle Libertà, Silvio Berlusconi, presidente del Consiglio dei ministri della Repubblica Italiana, e il suo ragioniere Giuseppe Spinelli. In rientro da una riunione del Consiglio OCSE tenuta a Parigi, Berlusconi intorno alle 23:45 chiama Nicole Minetti e la esorta a recarsi in questura a gestire la situazione. Viene a conoscenza dei fatti anche Valentino Valentini, deputato membro della Commissione Politiche dell'Unione europea della Camera dei deputati che accompagnava il Presidente del Consiglio al vertice, il quale propone a Berlusconi di chiedere al capo della scorta Giuseppe Estorelli se conosce qualcuno alla questura di Milano. Estorelli chiama allora direttamente a casa il capo di gabinetto della questura di Milano Pietro Ostuni e passa il telefono a Valentini, il quale chiede delucidazioni riguardo a una "ragazza egiziana" fermata a Milano per poi passare a sua volta la telefonata a Berlusconi, che descrive la vicenda a Pietro Ostuni. Berlusconi racconta al questore di sapere che a Milano sarebbe stata fermata una ragazza egiziana priva di documenti, a lui nota in quanto è possibile si tratti della nipote del presidente dell'Egitto Hosni Mubarak, e chiede di risolvere la situazione affidando la ragazza alla consigliera Nicole Minetti, onde evitare un incidente diplomatico.
Il questore Pietro Ostuni chiama allora l'ufficiale di polizia giudiziaria Giorgia Iafrate, dicendo di essere stato informato direttamente  dal Presidente del Consiglio del fatto che Ruby sarebbe la nipote di Mubarak, di velocizzare la procedura di identificazione e affidare quindi la ragazza a Minetti. Ruby viene interrogata, dice di essere di nazionalità marocchina e di non avere nessun tipo di parentela con il presidente egiziano, quindi la Iafrate richiama il questore informandolo di ciò. La Iafrate aggiorna quindi il pubblico ministero Annamaria Fiorillo, che inizialmente ribadisce le disposizioni precedenti, per poi consentire l'assegnamento a Minetti, anche se Ruby tornerà a vivere con Michelle Conceição. Il 5 giugno 2010, in seguito a una lite con la coinquilina, Ruby entra in una comunità, per poi essere espulsa e quindi ospitata il 13 giugno a casa di Lele Mora, dove rimane per dieci giorni; il 23 giugno Ruby viene mandata in una comunità di Genova.
Dalle successive indagini, infatti, sarebbe emerso che, nella residenza di Arcore di Berlusconi, si sarebbero svolti in più occasioni, tra febbraio e maggio 2010, dei "festini a luci rosse", a cui avrebbero partecipato diverse ragazze dello spettacolo, tra le quali la stessa consigliera regionale Nicole Minetti e l'allora minorenne Ruby, che avrebbero fornito durante il "bunga bunga" prestazioni sessuali in cambio di denaro e favori.

### Lo scandalo del "caso Ruby"
Il fascicolo dell'affidamento di Ruby finì sulla scrivania del vice questore Edmondo Capecelatro, il quale rilevò un comportamento non lineare da parte sia dell'allora Presidente del Consiglio sia dei propri colleghi della questura. Tali comportamenti, a parere di Capecelatro, potevano rivestire rilevanza penale, per cui segnalò i fatti alla procura della Repubblica di Milano. La notizia delle indagini perviene a Gianni Barbacetto, che il 26 ottobre 2010 pubblica un articolo su Il Fatto Quotidiano facendo scoppiare il "caso Ruby".
Il 21 dicembre 2010 Silvio Berlusconi venne indagato dalla Procura di Milano per concussione, in quanto, secondo l'accusa, abusò della sua "qualità" di Presidente del Consiglio per esercitare una indebita pressione sui funzionari della questura di Milano per il rilascio di Ruby, al fine di coprire il più grave reato di prostituzione minorile. La difesa sostenne che la telefonata alla questura di Milano era stata fatta perché Berlusconi credeva che Karima El Mahroug fosse la nipote dell'allora Presidente egiziano Hosni Mubarak e dunque il Presidente del Consiglio avesse voluto evitare un incidente diplomatico con l'Egitto. Il 14 gennaio 2011 il procuratore Edmondo Bruti Liberati fa pervenire al parlamento la domanda di autorizzazione a procedere con le perquisizioni negli uffici del dottor Giuseppe Spinelli, ragioniere personale di Berlusconi (poche settimane dopo la Camera respingerà la richiesta di autorizzazione alle perquisizioni) Il 20 gennaio 2011 sulla RAI l'intervista a Nadia Macrì, una delle poche ragazze disposte a parlare pubblicamente in merito alle feste di Silvio Berlusconi, ha venti milioni di telespettatori. Il 15 febbraio 2011 Silvio Berlusconi viene rinviato a giudizio con rito immediato con un decreto depositato dal giudice per le indagini preliminari Cristina Di Censo. Il 5 aprile 2011 la Camera vota a favore della richiesta di sollevare un conflitto di attribuzione tra i poteri dello Stato davanti alla Corte costituzionale nei confronti del premier Berlusconi, asserendo che il reato di concussione è di competenza del Tribunale dei Ministri, in quanto Berlusconi agì nelle sue funzioni di premier per far rilasciare la presunta nipote di Mubarak dalla Questura di Milano, al fine di evitare così un possibile incidente diplomatico con l'Egitto. Il reato di prostituzione minorile dovrebbe essere di competenza della Procura di Monza, in quanto i presunti festini sarebbero avvenuti ad Arcore, zona di competenza della Procura di Monza. Il 14 settembre 2011 anche il Senato approva il medesimo conflitto di attribuzione.
Il 14 febbraio 2012 la Corte costituzionale rigetta le richieste di Camera e Senato. La Corte ha ritenuto tale conflitto "simile" a quello dell'inchiesta sull'ex Guardasigilli del Governo Prodi Clemente Mastella sostenuto dal Senato che aveva affermato l'illegittimità degli atti delle procure di Santa Maria Capua Vetere e di Napoli, chiedendo la trasmissione degli atti al Tribunale dei ministri. Dopo la decisione il processo va avanti mantenendo la propria sede al Tribunale di Milano. Il 13 maggio 2013 l'accusa ha chiesto una condanna di sei anni di reclusione e l'interdizione perpetua dai pubblici uffici. Nel dicembre del 2012, durante il governo Monti, viene votata la legge Severino (anche proprio da PD e Forza Italia), che modifica il testo della norma di reato di concussione, proprio quello con cui Silvio Berlusconi è imputato, facendo sì che il fatto non sussista più verso di lui, rendendo quindi mendaci le accuse mosse dal pubblico ministero nei suoi confronti.

## Processi

### Ruby uno
Il 24 giugno 2013 Silvio Berlusconi è stato condannato in primo grado, dal Tribunale di Milano, a 7 anni di carcere per i reati di prostituzione minorile e concussione (per costrizione, invece che per induzione come ipotizzato dall'accusa), nonché all'interdizione perpetua dai pubblici uffici, oltre al pagamento delle spese processuali.
Il 2 gennaio 2014 Silvio Berlusconi deposita tramite i suoi avvocati il ricorso in appello contro la sentenza, chiedendo la completa assoluzione. Il processo d'appello, iniziato il 20 giugno 2014, emette la sentenza il 18 luglio: Berlusconi viene assolto con formula piena perché, per quanto riguarda l'accusa di concussione, "il fatto non sussiste" e perché, in riferimento all'accusa di prostituzione minorile, "il fatto non costituisce reato". Le motivazioni chiariranno che “ci fu prostituzione, ma conoscenza età non assistita da adeguato supporto probatorio”. Nessuna prova è stata accertata sul fatto che Berlusconi avesse esercitato un atteggiamento intimidatorio o quanto meno un'induzione indebita nei confronti del responsabile della questura milanese affinché rilasciasse la minorenne marocchina, né che fosse a conoscenza dell'età della ragazza all'epoca dei rapporti sessuali. Dopo il deposito delle motivazioni della sentenza il presidente della corte Tranfa si dimise.
Il 10 marzo 2015, dopo circa 10 ore di camera di consiglio, la Cassazione conferma l'assoluzione rigettando i ricorsi del procuratore generale di Milano Pietro De Petri e del procuratore generale Eduardo Scardaccione.

### Ruby bis
Nel gennaio 2011 sono indagati anche Emilio Fede, Lele Mora e Nicole Minetti per induzione e favoreggiamento della prostituzione. Il 3 ottobre 2011, Fede, Minetti e Mora, vengono rinviati a giudizio per il caso Ruby. La decisione è stata presa dal Giudice dell'udienza preliminare di Milano Maria Grazia Domanico, della V Sezione penale del tribunale del capoluogo lombardo. Tutti e tre sono accusati di induzione e favoreggiamento della prostituzione anche minorile. Il processo inizia il 21 novembre 2011.
Il 19 luglio 2013 assieme agli altri due imputati Fede è condannato dal Tribunale di Milano nell'ambito del processo "Ruby" bis a 7 anni di reclusione e all'interdizione a vita dai pubblici uffici, per induzione alla prostituzione, favoreggiamento della prostituzione e favoreggiamento della prostituzione minorile, più all'interdizione da uffici di mezzi di informazione considerati come pubblici uffici. Viene assolto dall'accusa di induzione alla prostituzione minorile. Nel processo principale Silvio Berlusconi, condannato in primo grado, è invece assolto in secondo grado e in Cassazione.
Il 13 novembre 2014 la corte d'appello ha ridotto la pena a 4 anni e 10 mesi, con le accuse riqualificate nel solo favoreggiamento della prostituzione di una maggiorenne, mentre viene assolto dalle accuse di induzione alla prostituzione e favoreggiamento della prostituzione minorile, in quanto viene riconosciuto che, come Berlusconi, non era a conoscenza della minore età di Karima El Mahroug detta Ruby; Fede si dichiara innocente di tutte le accuse, afferma di non aver portato lui la ragazza marocchina ad Arcore, di non sapere chi fosse e che cosa facesse. Ruby stessa non ha mai ammesso di essere una prostituta. Il 22 settembre 2015 la Corte suprema di cassazione accoglie il suo ricorso e annulla la sentenza del "Ruby bis" a carico di Fede e Minetti, rinviando a un nuovo processo d'appello, respingendo al contempo il ricorso della procura di Milano che voleva condanne più elevate. Il 7 maggio 2018 la corte d'appello ha ridotto le pene, condannando Fede a 4 anni e 7 mesi per favoreggiamento della prostituzione di Ruby, e Minetti a 2 anni e 10 mesi. La sentenza d'appello è nuovamente stata impugnata, ma la Cassazione ha dichiarato inammissibili i ricorsi delle difese e le pene sono state confermate in via definitiva l'11 aprile 2019.
A causa dell'età avanzata (88 anni) e delle condizioni di salute, Emilio Fede sconta la pena in detenzione domiciliare, in quanto, recependo la giurisprudenza di Cassazione, il Tribunale di Sorveglianza di Milano ha stabilito l'11 ottobre 2019 che "in carcere sarebbe sottoposto ad un'enorme sofferenza". Il 22 giugno 2020 Fede viene arrestato a Napoli per evasione dagli arresti domiciliari mentre stava cenando con la moglie Diana de Feo in un ristorante per il suo 89º compleanno e viene posto agli arresti in un hotel sul lungomare: dopo aver avvisato i carabinieri di Segrate, aveva raggiunto il capoluogo partendo in treno senza avere ancora l'autorizzazione del giudice del Tribunale di sorveglianza. Fede aveva scontato sino ad allora 7 mesi ai domiciliari e avrebbe dovuto completare la pena con 4 anni di servizi sociali.

### Ruby ter
Riguarda l'inchiesta sulla presunta corruzione di testimoni del processo Ruby con le finalità di una falsa testimonianza a favore di Berlusconi (art. 377 c.p., in relazione all'art. 372). Secondo le indagini della Procura l'ex presidente del Consiglio verserebbe 2500 euro ogni mese a ospiti delle serate di Arcore e Palazzo Grazioli. Lui si è sempre difeso affermando di versare quelle cifre come indennizzo per il danno d'immagine recato alle ragazze dal clamore dell'inchiesta.
Il 17 febbraio 2015 scattano le perquisizioni a casa delle ragazze e vengono sequestrati telefonini e computer. Come persona informata sui fatti viene interrogato il ragioniere Giuseppe Spinelli, tesoriere di fiducia di Berlusconi e, secondo l'accusa, il responsabile dei pagamenti.
Il 30 giugno seguente la Procura di Milano notifica l'avviso di fine indagini a Berlusconi e altri 33 indagati: avrebbe versato fino a marzo circa 10 milioni di euro alle ragazze (7 solo a Ruby) in cambio del loro silenzio sulle serate ad Arcore; falsa testimonianza e corruzione in atti giudiziari sono i reati contestati a vario titolo mentre vengono stralciate le posizioni degli avvocati del Cavaliere Niccolò Ghedini e Piero Longo, l'ex fidanzato di Ruby Luca Risso viene indagato per riciclaggio per aver investito i soldi ricevuti in attività commerciali in Messico e tra gli indagati per falsa testimonianza figurano i politici Mariarosaria Rossi, Licia Ronzulli, Valentino Valentini, Bruno Archi, il musicista Mariano Apicella e il direttore di Medusa Carlo Rossella. I pm intanto chiedono al Parlamento, passando per il gip, l'autorizzazione a utilizzare telefonate tra Berlusconi e due ragazze intercettate quando era ancora senatore.
Il 24 luglio però la stessa Procura chiede l'archiviazione accolta il 6 novembre dello stesso anno dal gip per mancanza di prove certe per Licia Ronzulli e il marito Renato Cerioli, Niccolò Ghedini, Piero Longo, Bruno Archi, Valentino Valentini, Giuseppe Estorelli (capo scorta di Berlusconi), Francesco Magnano (geometra di fiducia), Lorenzo Brunamonti (cameriere di Arcore), Serena Facchineri (ex fidanzata di Luca Risso), la modella Cinzia Molena, il padre di Ruby e il suo amico Antonio Passaro.
Il 29 aprile 2016 il giudice dell'udienza preliminare Laura Marchiondelli, ritenendo sussistere ragioni di incompetenza territoriale (legate al luogo di consumazione del reato), dispone sei provvedimenti di stralcio, i quali danno origine ad altrettanti procedimenti: gli atti vengono così inviati a Torino (vicenda Roberta Bonasia), Monza (Elisa Toti e Aris Espinosa), Treviso (Giovanna Rigato), Siena (Danilo Mariani), Roma (Mariano Apicella) e Pescara (Miriam Loddo). Riguardo al procedimento principale, rimasto a Milano, il 28 gennaio 2017 il GUP dispone il rinvio a giudizio. Successivamente, tornano a Milano i fascicoli inviati a Torino, a Monza, a Treviso e a Pescara: questi ultimi tre vengono riuniti in un unico procedimento, in relazione al quale Berlusconi viene rinviato a giudizio il 26 marzo 2018; quindi ne viene disposta la riunione con l'altro filone pendente a Milano. Per il procedimento proveniente da Torino, invece, i difensori di Berlusconi scelgono il giudizio immediato e non viene disposta la riunione. Quanto ai due procedimenti paralleli rimasti, Berlusconi viene rinviato a giudizio sia a Siena, il 30 novembre 2017, che a Roma, il 26 marzo 2018. La vicenda processuale prosegue quindi in quattro distinti processi.
Il 21 ottobre 2021 Silvio Berlusconi viene assolto dal tribunale di Siena. Il 25 maggio 2022 la procura di Milano chiede sei anni di reclusione per Silvio Berlusconi, imputato per corruzione in atti giudiziari. Il 15 febbraio 2023 il processo si conclude con l'assoluzione in quanto "il fatto non sussiste", trattatosi in realtà di un errore giudiziario dovuto alla mancata indagine dei testimoni.
La Procura di Milano ha deciso di impugnare direttamente in Cassazione, bypassando la Corte d'appello, la sentenza emessa il 15 febbraio 2023 che ha assolto i ventinove imputati nel processo Ruby Ter, tra cui Silvio Berlusconi, deceduto successivamente il 12 giugno. L'impugnazione, che non coinvolge Berlusconi a causa dell'estinzione del reato a seguito della sua morte, si concentra sul ricorso "per saltum" contro l'assoluzione di 23 co-imputati nel medesimo processo. L'udienza, originariamente fissata per il 5 marzo 2024, è stata rinviata al 20 dello stesso mese davanti alla sesta sezione penale della Cassazione. Questa mossa giuridica è stata motivata dall'errore del Tribunale nel considerare inutilizzabili le dichiarazioni delle testimoni, che ha portato all'assoluzione degli imputati e ha distorto il processo. La Procura sostiene che le testimonianze delle ragazze dovevano essere considerate valide, in quanto già designate come testimoni-pubblici ufficiali dal novembre 2011, e contesta l'affermazione del Tribunale che le ragazze sarebbero diventate testimoni solo in un momento successivo. 
Il 14 ottobre 2024 la Corte di Cassazione, pronunciandosi sul ricorso proposto dalla Procura di Milano, ha disposto il rinvio alla Corte d’Appello per un processo d’appello annullando, di fatto, la sentenza di assoluzione. È stata, invece, dichiarata prescritta la falsa testimonianza.